# Rybno (rejon kosowski)
Rybno (ukr. Рибне, Rybne) – wieś na Ukrainie, w obwodzie iwanofrankiwskim, w rejonie kosowskim, nad Czeremoszem.
W okresie międzywojennym w składzie powiatu kosowskiego województwa stanisławowskiego. We wsi stacjonowała placówka Straży Celnej „Popielniki Rybno”. 
W marcu 1944 r. nacjonaliści ukraińscy z OUN-UPA zamordowali 36 Polaków.